# غاري هابرماس
غاري روبرت هابرماس (بالإنجليزية: Gary Robert Habermas)‏ وهو مؤرخ أمريكي خبير بالعهد الجديد وبفلسفة الأديان ولد في يوم 28 يونيو 1950 في مدينة ديترويت في ولاية ميشيغان في الولايات المتحدة، له عدة كتابات ومحاضرات عن قيامة يسوع من الموت.

## السيرة الذاتية
هابرماس أستاذ متميز في علوم الدفاع اللاهوتي والفلسفة ورئيس قسم الفلسفة واللاهوت في جامعة ليبرتي في ينشبورغ، فيرجينيا. وهو حاصل على درجة الدكتوراه (1976) من جامعة ميشيغان في مجال التاريخ والعادات وفلسفة الدين وماجستير من جامعة ديترويت في اللاهوت الفلسفي. وقد تخصص في اتجاهات الفهرسة والتواصل بين الباحثين في مجال تاريخية المسيح ودراسات العهد الجديد.
في عام 1985، د. غاري هابرماس وأنطوني فلو ناقشا مسألة يسوع "القيامة كحدث واقعي طبيعي/تاريخي، أمام حشد يتكون من 3000 شخص. خمسة فلاسفة وخمسة قضاة مناظرات محترفون حكموا المناظرة. من الفلاسفة الذين الحكم على مضمون النقاش، من الفلاسفة صوت أربعة بفوز هابرماس وواحد صوت بالتردد. أما قضاة المناظرات الذين صوتوا على تقنية النقاش، صوت ثلاثة لهابرماس بينما صوت اثنان لفلو. وقد نشرت المناظرة في كتاب تحت عنوان هل قام يسوع من بين الأموات؟ مناظرة القيامة (هاربر & ورو).
قام هابرماس بتأليف أو المشاركة في تأليف 35 كتابا في المواضيع الدينية والفلسفية، ساهم في أكثر من 60 فصل أو مادة في كتب، ونشر أكثر من 100 مقالة وتعليق في المجلات. استمر في إجراء البحوث، ونشر ورقات شائعة وأكاديمية، وقام بمناظرات، وكثيرا ما يظهر على شاشة التلفزيون.
كان هابرماس زوجا لديبي لمدة 23 عاما حتى وفاتها من مرض السرطان في عام 1995. ثم تزوج ايلين. فيما بينهما لديهما سبعة أطفال وأحد عشر حفيدا.

## روابط خارجية
- غاري هابرماس على موقع IMDb (الإنجليزية)
- غاري هابرماس على موقع ميوزك برينز (الإنجليزية)